# Puertas de Roma

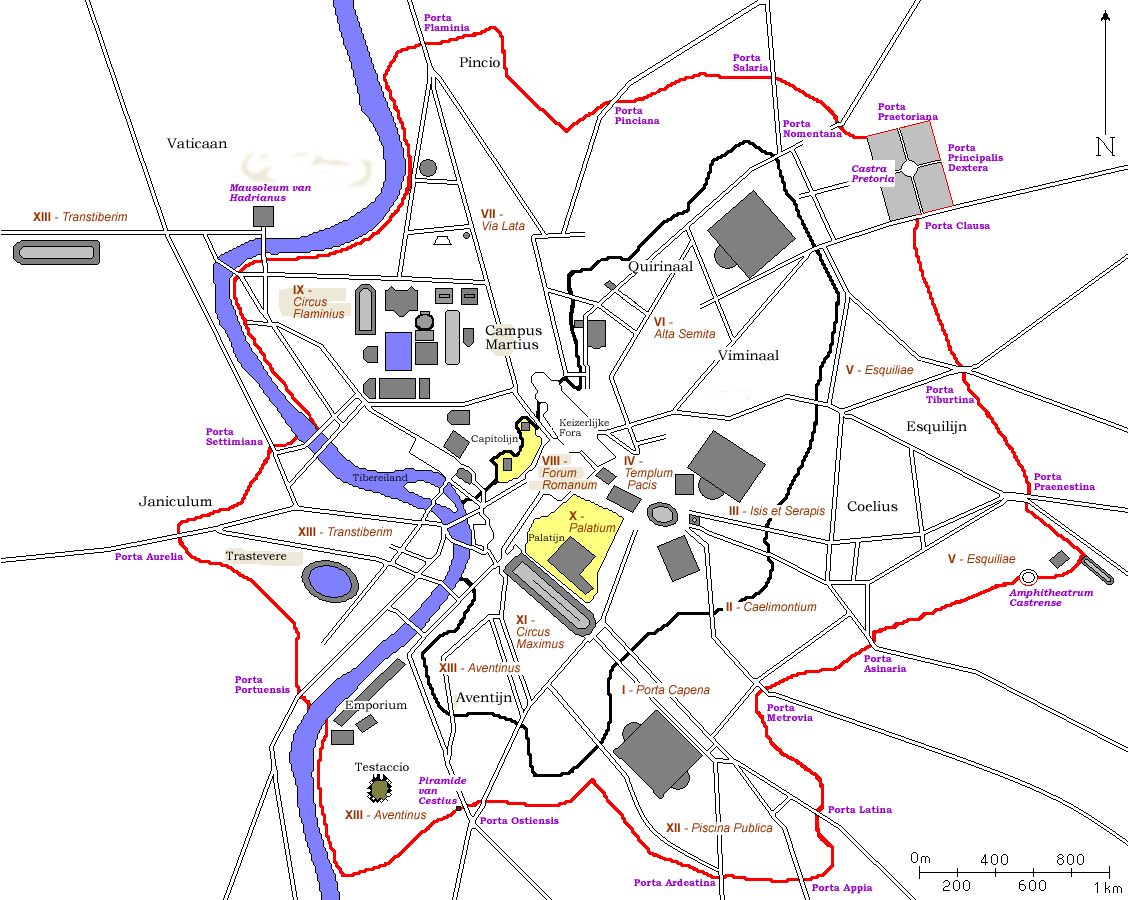
Mapa de las puertas romanas en los Muros aurelianos.

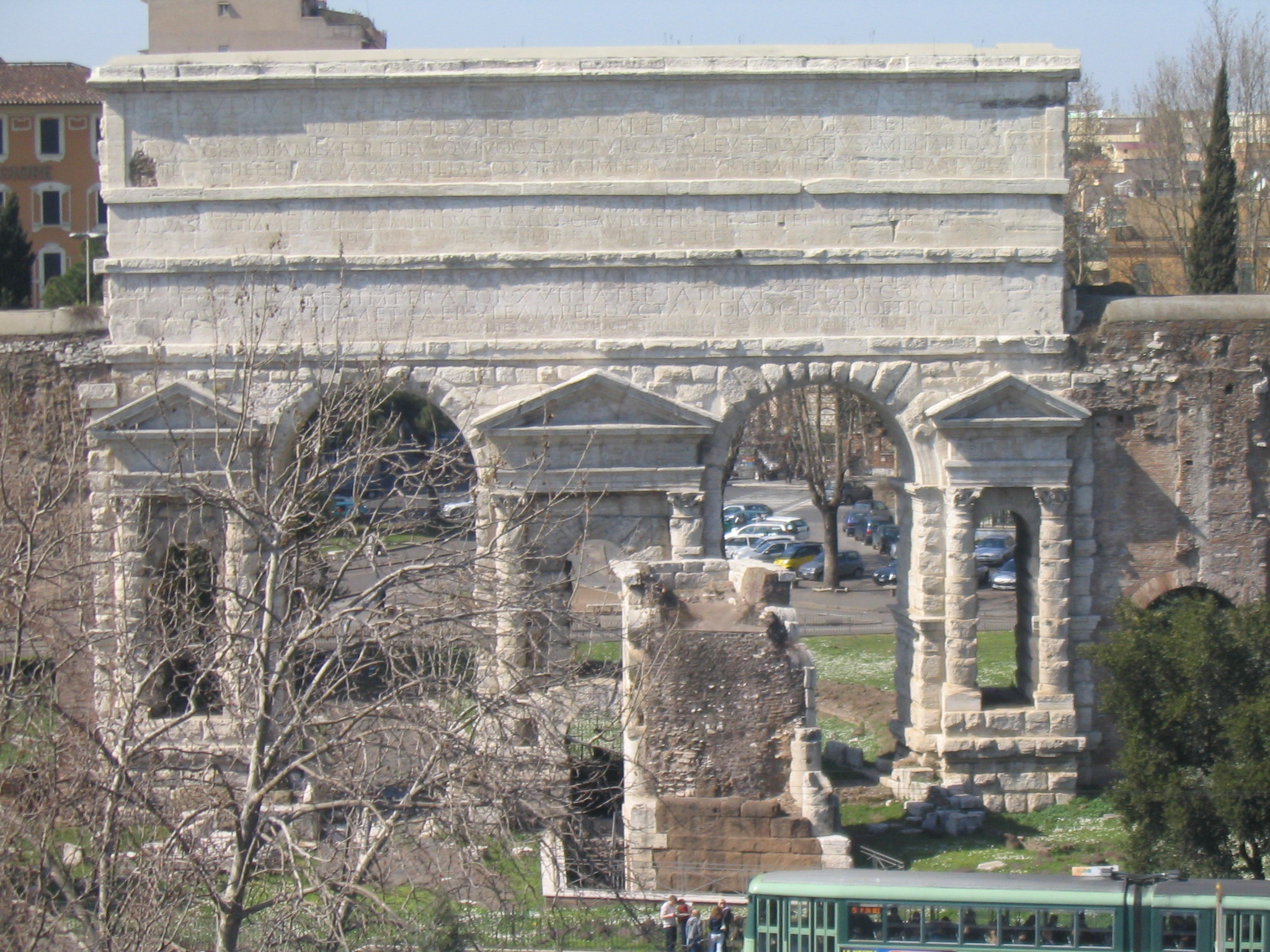
Porta Maggiore.

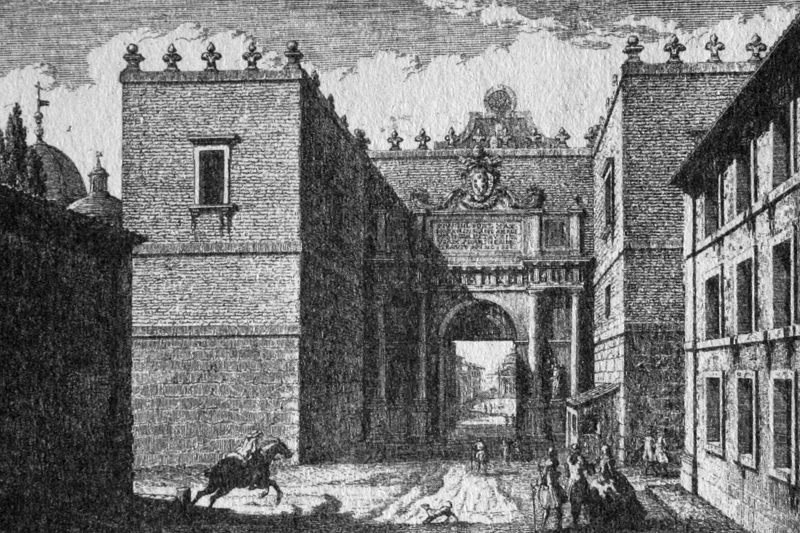
Porta del Popolo.

Las Puertas de Roma, situadas en su mayoría en las murallas de la ciudad, servían básicamente para la estrategia militar y para controlar el acceso a la ciudad en tiempos normales. Eran fundamentales en casos de crisis de la salud pública, cuando ocurrían por ejemplo epidemias y pandemias, como las pestes.
Cercar las ciudades con murallas, como si fueran un inmenso castillo, era de fundamental importancia hasta los tiempos modernos. Tratándose de un gran imperio, como el Imperio romano, que siempre estuvo bajo amenaza o involucrado en grandes guerras, insurrecciones y golpes de estado, eran imprescindibles. Por eso, con la construcción de las murallas, estas vías de acceso a la ciudad estaban guarnecidas y bien cuidadas.
A continuación se presenta la lista de las puertas romanas subdivididas por el muro al cual pertenecen (en letra cursiva se señalan las puertas que ya no existen).

## Puertas en los Muros aurelianos
- Porta Appia, más tarde rebautizada Porta San Sebastiano. La estructura original es de la época aureliana, edificada por lo tanto hacia el 275, disponía de una abertura con dos arcadas encima de las cuales se encontraban ventanas, también con arcos, comprendidas entre dos torres semicilíndricas.
- Porta Ardeatina
- Porta Asinaria
- Porta Aurelia, después rebautizada Porta San Pancrazio, comprendida en la muralla janiculense.
- Porta Aurelia, después rebautizada Porta Cornelia — Hoy desaparecida. También fue llamada Porta San Pietro.
- Porta Latina
- Porta Metronia, la antigua Porta Metrovia.
- Porta San Giovanni
- Porta Maggiore o Porta Praenestina-Labicana. La Porta Maggiore ('Puerta Mayor'), o Porta Praenestina, es una de las puertas orientales pertenecientes a la antigua pero bien conservada Muralla aureliana de Roma del siglo III. Por la puerta pasaban dos calzadas antiguas: la Via Praenestina y la Vía Labicana.
- Porta Tiburtina, posteriormente llamada Porta San Lorenzo.
- Porta Clausa o Porta Chiusa
- Porta Nomentana, sustituida por la Porta Pia.
- Porta Pia. Es uno de los adelantos para la ciudad realizado por el papa Pío IV, y nombrada de esta manera en su conmemoración. Está localizada al final de la Via Pia, y fue diseñada por Miguel Ángel para sustituir a la Porta Nomentana, que estaba situada varios cientos de metros al sur. La construcción comenzó en 1561 y finalizó en 1565.
- Porta Salaria. Fue demolida en 1921.
- Porta Pinciana
- Porta del Popolo o Porta Flaminia o Porta San Valentino.
- Porta Settimiana

## Puertas en los Muros janiculenses
- Porta Portese
- Porta San Pancrazio, antiguamente en los muros aurelianos.

## Puertas en los Muros leoninos
- Porta San Pietro
- Porta Castello. La que hoy es llamada Porta Castello es solo una copia, abierta por motivos de tráfico vehicular a corta distancia de la original.
- Porta Angelica
- Porta San Pellegrino
- Porta Pertusa, cerrada con muros.
- Porta Fabbrica, antiguamente conocida como Porta Fornacum, cerrada con muros.
- Porta Cavalleggeri, antiguamente conocida como Porta Turrionis, que fue cerrada con muros.
- Porta Santo Spirito, antigua Portezuela Saxonum.
- Porta Portuensis
- Porta San Paolo, la antigua Porta Ostiensis.
- Porta Sant'Angelo o Portezuela Sancti Angeli, demolida.

## Puertas en los Muros servianos
- Porta Capena
- Porta Carmentalis
- Porta Querquetulana
- Porta Esquilina. También conocida como Arco de Galieno, es una puerta de las Murallas servianas, construida en Roma, más concretamente en el Esquilino, justo al lado de la iglesia de San Vito. El Arco de Augusto sufrió una intensa reconstrucción en tiempo de Galieno, en el siglo III.
- Porta Collina
- Porta Collatina
- Porta Viminalis
- Porta Collina
- Porta Quirinalis
- Porta Sanqualis
- Porta Salutaris
- Porta Ratumena
- Porta Fontinalis
- Porta Catularia
- Porta Flumentana
- Porta Trigemina. Fue una de las puertas principales de la Antigua Roma, ubicada en las Murallas servianas. La puerta no existe en la actualidad.
- Porta Lavernalis
- Porta Raudusculana
- Porta Naevia
- Porta Triunphalis